# Rivière au Lard
Rivière au Lard är ett vattendrag i Kanada.   Det ligger i provinsen Québec, i den sydöstra delen av landet, 270 km öster om huvudstaden Ottawa.
Omgivningarna runt Rivière au Lard är en mosaik av jordbruksmark och naturlig växtlighet. Runt Rivière au Lard är det ganska glesbefolkat, med 34 invånare per kvadratkilometer.